# Domnești (okręg Ilfov)
Domnești – wieś w Rumunii, w okręgu Ilfov, w gminie Domnești. W 2011 roku liczyła 7910 mieszkańców.